# 筠阳镇
筠阳镇，原江西省高安县县治，2002年6月11日和东方红乡一同撤销并设立了筠阳街道和瑞州街道，即现在高安市城区。